# Forêts méditerranéennes de conifères et mixtes
 (octobre 2023).
Motif : Vaste TI
 (octobre 2023).
Si vous disposez d'ouvrages ou d'articles de référence ou si vous connaissez des sites web de qualité traitant du thème abordé ici, merci de compléter l'article en donnant les références utiles à sa vérifiabilité et en les liant à la section « Notes et références ».
 (mai 2021).

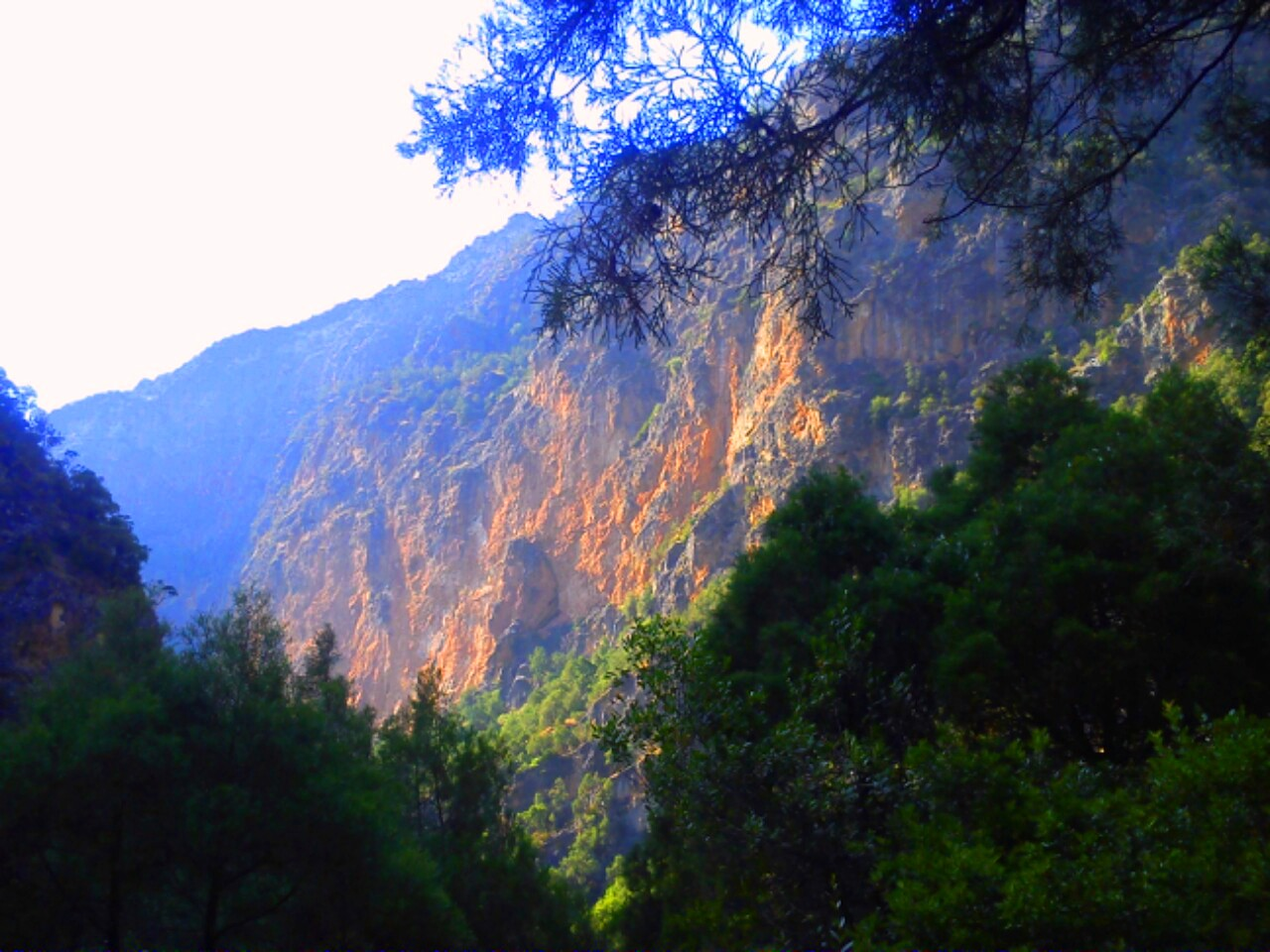
Massif du Rif, Maroc.

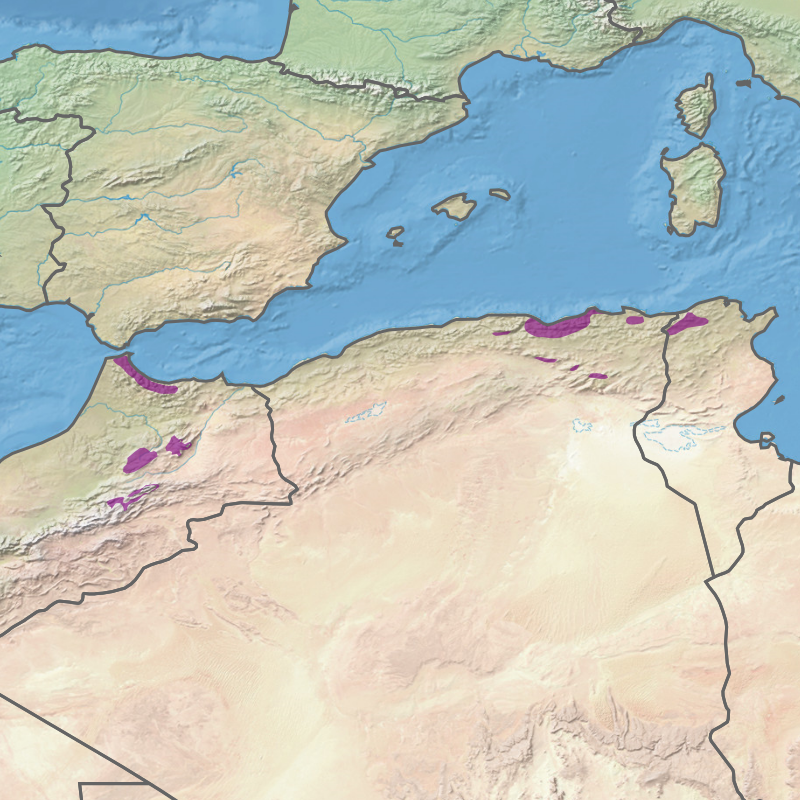
Territoires compris dans cette écorégion.

Forêts méditerranéennes de conifères et mixtes sont une écorégion, dans le biome des forêts tempérées de conifères, qui occupe les hautes chaînes de montagnes d'Afrique du Nord. Le terme est également une association végétale reconnue botaniquement dans la littérature africaine et méditerranéenne.

## Géographie
L'écorégion des forêts méditerranéennes de conifères et mixtes est constituée d'une série d'enclaves dans les montagnes côtières du Rif et dans l'intérieur du Moyen et du Haut Atlas du Maroc, dans l'est du Tell Atlas et dans l'est de l'Atlas saharien de l'Algérie, et dans les chaînes de Kroumerie et de Mogod de la Tunisie.
L'écorégion des bois et forêts méditerranéens entoure les forêts méditerranéennes de conifères et les forêts mixtes à plus basse altitude.
Dans le Haut Atlas, les forêts méditerranéennes de conifères et mixtes cèdent la place à la steppe méditerranéenne de genévriers du Haut Atlas aux altitudes les plus élevées.

## Flore
L'arbre prédominant de la canopée dans les forêts est le cèdre de l'Atlas (Cedrus atlantica). Parmi les autres conifères qui poussent dans cette région, on peut citer le pin d'Alep (Pinus halapensis), le pin maritime (Pinus pinaster), le sapin d'Espagne (Abies pinsapo), le sapin d'Algérie endémique (Abies numidica), les genévriers tels que Juniperus oxycedrus et Juniperus thurifera, et l'if d'Europe (Taxus baccata).
Les feuillus que l'on peut trouver dans des zones éparses dans toute l'écorégion comprennent le chêne-liège (Quercus suber) et d'autres chênes, ainsi que le saule blanc (Salix alba). Le Quercus afares, un chêne à feuilles caduques, est endémique de l'écorégion.

## Faune
Les mammifères menacés dans l'écorégion comprennent le macaque de Barbarie (Macaca sylvanus) dans des endroits tels que les montagnes du Djebel Babor, le cerf de l'Atlas (Cervus elaphus barbarus) et le léopard africain (Panthera pardus pardus). Parmi les autres mammifères figurent le renard roux (Vulpes vulpes), la loutre d'Europe (Lutra lutra), la gazelle de Cuvier (Gazella cuvieri) et le mouflon de Barbarie (Ammotragus lervia). Le lion de Barbarie (Panthera leo leo) et l'ours de l'Atlas (Ursus arctos crowtheri) y vivaient autrefois.

## Conservation et menaces
La déforestation due à la surutilisation par la population locale est une menace majeure, tout comme les effets du changement climatique. 